# Кепріоара (Арад)
Кепріоара (рум. Căprioara) — село у повіті Арад в Румунії. Входить до складу комуни Севиршин.
Село розташоване на відстані 344 км на північний захід від Бухареста, 77 км на схід від Арада, 134 км на південний захід від Клуж-Напоки, 84 км на схід від Тімішоари.

## Населення
За даними перепису населення 2002 року у селі проживали 354 особи, з них 348 осіб (98,3%) румунів. Рідною мовою 348 осіб (98,3%) назвали румунську.